# Scybalocanthon batesi
Scybalocanthon batesi – rodzaj chrząszczy z rodziny poświętnikowatych i podrodziny Scarabaeinae. 

## Taksonomia
Gatunek ten opisany został po raz pierwszy w 2017 roku przez Fernanda Z. Vaz-de-Mello i Fernanda A.B. Silvę na łamach „Zootaxa”. Jako lokalizację typową wskazano brazylijski stan Bahia. Epitet gatunkowy nadano na cześć Henry’ego Waltera Batesa, który w 1892 roku odłowił holotyp.

## Morfologia
Chrząszcz o ciele długości 8 mm, w zarysie owalnym z zaokrąglonymi bokami, matowym wskutek mikroziarenkowania. Głowa jest ciemnobrązowa do czarnej, matowa wskutek mikroziarenkowania. Przedplecze jest żółtawobrązowe z ciemnobrązowymi do czarnych trójkątnymi plamami na brzegach przednim i tylnym. Jego przednie naroża mają kąt 85°, a brzegi boczne są zakrzywione nieregularnie, tworząc w połowie długości kąt rozwarty. Barwa pokryw jest ciemnobrązowa do czarnej z żółtawobrązową przepaską poprzeczną zajmującą środkową ⅓ ich długości. Mają one cienkie, eliptycznie punktowane rzędy, których ósmy zaciera się w przedniej ⅓ i zaopatrzony jest na przedzie w cienkie żeberko. Powierzchnia pokryw jest matowa wskutek mikroziarenkowania. Hypomery są żółtawobrązowe z czarnymi lub ciemnobrązowymi częściami wewnętrznymi. Przedpiersie, śródpiersie, mezoepisternity, metepisternity i boki zapiersia są ciemnobrązowe do czarnych, zaś środek zapiersia, spód odwłoka i pygidium żółtawobrązowe. Biodra przedniej pary są ciemnobrązowe do czarnych, pozostałych zaś par głównie żółtawobrązowe. Ciemnobrązowe lub czarne są także krętarze, golenie i stopy. Uda są żółtobrązowe pośrodku, a czarne w pozostałych częściach.

## Rozprzestrzenienie
Gatunek neotropikalny, znany tylko z brazylijskiego stanu Bahia.